# Damian Oestreich
Damian Oestreich (nach 1859 gelegentlich auch Daniel Oestreich, * 5. Oktober 1843 in Oberbimbach; † 1913 in Ashland, Pennsylvania, USA) war ein US-amerikanischer Orgelbauer und Tischler deutscher Herkunft. Er wanderte 1859 nach Pennsylvania in den USA aus, wohin sein Stiefvater und zwei ältere Brüder bereits 1855 gegangen waren.

## Biografie

### Familie
Damian war der jüngste von vier Söhnen des Orgelbauers Adam Joseph Oestreich (1799–1843) aus dessen Ehe mit Margarete geb. Gärtner (1805–1857). Seine älteren Brüder Emil Michael (1832–1857), Maximilian (1834–nach 1872) und Maurus (1836–1912) wurden ebenfalls Orgelbauer und waren somit Mitglieder der letzten der fünf Generationen von Orgelbauern der Familie Oestreich. Der Vater verstarb im Jahr von Damians Geburt und dessen jüngerer Bruder Augustin Oestreich (1807–nach 1855) heiratete 1844 die Witwe Margarete und wurde somit Stiefvater ihrer Kinder Monika (* 1829), Emil Michael, Maximilian, Maurus, Mathilde (* 1838) und Damian. 1855 wanderten Augustin, Maximilian und Maurus in die USA aus. Sie ließen sich dort in dem 1850 gegründeten und 1857 inkorporierten Ort Ashland in Pennsylvania nieder und betrieben eine Orgel- und Holzbauwerkstatt im benachbarten Pottsville. Der damals erst 12-jährige Damian blieb zunächst bei seiner Mutter in Oberbimbach, er folgte 1859 seinen Brüdern nach Pennsylvania.

### Wirken
Dort trat er in die von seinem Stiefvater begründete und nach dessen Tod von seinem Bruder Maximilian (Max) geleitete Werkstatt („Oestreich & Brother Organ & Melodion Manufactory, Pottsville, Pa., Max Oestreich, proprietor“) in Pottsville ein, wo Orgeln, Tischler- und Holzbauarbeiten hergestellt wurden.
Nach dem Beginn des Amerikanischen Bürgerkriegs trat Damian, nun auch Daniel genannt, als Freiwilliger in das 27th Pennsylvania Infantry Regiment ein, mit dem er bis zur Demobilisierung diente. (Sein Bruder Maurus diente von September 1861 bis Oktober 1864 im 96th Pennsylvania Infantry Regiment.) Danach kehrte er in die Werkstatt seines Bruders Max zurück, während Maurus im Pottsville benachbarten St. Clair seine eigene Tischlerei und Holzbauwerkstatt eröffnete.
Bisher ist noch keine noch vorhandene und ihm zuzuordnende Orgel bekannt. Die Vermutung, dass er eine nicht mehr erhaltene Orgel in der Trinity Episcopal Church in Pottsville gebaut habe, ist zweifelhaft.

### Ehe und Nachkommen
Damian Oestreich heiratete die um 1845 geborene Margarete (Mary) Hornung und hatte mit ihr drei Töchter und drei Söhne.